# Observatorio Pintoresco
Observatorio Pintoresco fue un periódico literario publicado en la ciudad española de Madrid a lo largo de 1837.

## Descripción
Editado en Madrid, era impreso en la imprenta de la Compañía Tipográfica. Contenía grabados.
El número i no se dice en qué día se publicó. El número ii es del 7 de marzo de 1837 y el xvii del 30 de agosto. Todos los números eran de ocho páginas de 0,253 x 0,153 m. La segunda serie comenzaría el 5 de septiembre, apareciendo los días 5, 10, 15, 20, 25 y 30 de cada mes, de nuevo con ocho páginas, ahora de 0,162 x 0,124 m. La publicación cesó el 30 de octubre de 1837.
La publicación, considerada un periódico literario, fue fundada por Ángel Gálvez y Basilio Sebastián Castellanos, y en sus páginas colaboraron nombres como los de Baltasar Anduaga, Serafín Estévanez Calderón («El Solitario»), Augusto Ferrán y Manuel Dámaso de Nestosa. Fue rival del Semanario Pintoresco.